# AZ in het seizoen 2008/09 (vrouwen)
Het seizoen 2008/2009 is het 2e jaar in het bestaan van de Alkmaarse vrouwenvoetbalclub AZ. De club kwam uit in de Eredivisie en heeft deelgenomen aan het toernooi om de KNVB beker. Door het kampioenschap van vorig seizoen heeft de club ook deelgenomen aan de Women's Cup

## Wedstrijdstatistieken

### Eredivisie
|       | ADO Den Haag | Willem II | FC Utrecht | FC Twente | sc Heerenveen | Roda JC |
| ----- | ------------ | --------- | ---------- | --------- | ------------- | ------- |
| Thuis | 1 – 0        | 5 – 2     | 1 – 1      | 0 – 0     | 0 – 0         | 3 – 0   |
| Uit   | 0 – 1        | 1 – 1     | 1 – 0      | 2 – 3     | 1 – 0         | 1 – 4   |
|       |              |           |            |           |               |         |
| Thuis | 0 – 1        | 2 – 1     | 4 – 1      | 0 – 2     | 3 – 1         | 3 – 0   |
| Uit   | 0 – 1        | 0 – 6     | 1 – 0      | 0 – 1     | 0 – 4         | 0 – 2   |

### KNVB beker
| 2e ronde                                  | SC Buitenveldert | 0 – 5 (0 – ?)                              | AZ           |  |
| Plaats: Amsterdam Sportpark Buitenveldert |                  |                                            | Onbekend     |  |
| Achtste finale                            | AZ               | Afgelast                                   | ADO Den Haag |  |
| Plaats: Alkmaar Sportcomplex 't Lood      |                  | Alle Eredivisieteams werden teruggetrokken |              |  |

### Women's Cup
| Groepsfase                 | AZ                | 1 – 1 (? – ?) | Glasgow City    |  |
| Plaats: Niš Mašinacstadion | Onbekend          |               | Onbekend        |  |
| Groepsfase                 | FC Narta Chisinau | 0 – 7 (0 – ?) | AZ              |  |
| Plaats: Niš Mašinacstadion |                   |               | Onbekend        |  |
| Groepsfase                 | AZ                | 4 – 1 (? – ?) | ŽFK Mašinac Niš |  |
| Plaats: Niš Mašinacstadion | Onbekend          |               | Onbekend        |  |

## Statistieken AZ 2008/2009

### Eindstand AZ Vrouwen in de Eredivisie 2008 / 2009
| Stand | Gespeeld | Gewonnen | Gelijk | Verloren | Punten | Doelpunten voor | Doelpunten tegen | Gele kaarten | Rode kaarten |
| ----- | -------- | -------- | ------ | -------- | ------ | --------------- | ---------------- | ------------ | ------------ |
| 1e    | 24       | 15       | 4      | 5        | 49     | 45              | 16               | –            | –            |

### Topscorers
| #      | Naam                         | Goal |
| ------ | ---------------------------- | ---- |
| 1.     | Claudia van den Heiligenberg | 11   |
| 2.     | Chantal de Ridder            | 10   |
| 3.     | Liesbeth Migchelsen          | 6    |
| 4.     | Jessica Fishlock             | 5    |
| 5.     | Daphne Koster                | 4    |
| 6.     | Bouchra Moudou               | 3    |
| 6.     | Loïs Oudemast                | 3    |
| 7.     | Dyanne Bito                  | 2    |
| 8.     | Dionne Demarteau             | 1    |
| Totaal | Totaal                       | 45   |

| #      | Naam                              | Goal |
| ------ | --------------------------------- | ---- |
| –      | Onbekend (Tegen SC Buitenveldert) | 5    |
| Totaal | Totaal                            | 5    |

| #      | Naam                               | Goal |
| ------ | ---------------------------------- | ---- |
| –      | Onbekend (Tegen FC Narta Chisinau) | 7    |
| –      | Onbekend (Tegen ŽFK Mašinac Niš)   | 4    |
| –      | Onbekend (Tegen Glasgow City)      | 1    |
| Totaal | Totaal                             | 12   |